# Тихонов, Валерий Владимирович
Валерий Владимирович Тихонов (род. 13 октября 1951 года, Старая Русса, Новгородская область) — российский государственный деятель, директор Государственной фельдъегерской службы Российской Федерации (с 25 июня 2012 года). Имеет воинское звание генерал-полковника и классный чин действительного государственного советника Российской Федерации 1 класса.

## Биография
Родился в 1951 году в Старой Руссе. В 1969 году, после окончания окончания средней школы, работал слесарем-инструментальщиком на заводе «Старорусприбор». В 1969—1971 годах проходил действительную срочную военную службу в Вооружённых Силах СССР.
В 1972 году поступил в Ленинградский финансово-экономический институт им. Н. А. Вознесенского, который окончил в 1977 году. После окончания института работал инженером отдела снабжения Балтийского судостроительного завода им. С. Орджоникидзе. С 1977 по 1984 год работал старшим инженером, начальником отдела Главного управления снабжения Ленгорисполкома.
В 1984 году перешёл на службу в органы КГБ СССР. С 1984 по 1992 год служил начальником отделения, заместителем начальника отдела УКГБ СССР по Ленинградской области, в 1992—1993 годах был заместителем начальника Службы УМБ России по Санкт-Петербургу и Ленинградской области.
С 1993 по 2004 год служил в органах ФСО России. В 1993—1999 годах — заместитель начальника Отдела безопасности по Санкт-Петербургу Главного управления охраны Российской Федерации, в 1999—2000 годах — начальник Отдела безопасности по Санкт-Петербургу Федеральной службы охраны Российской Федераций.
В 2000 году назначен начальником Управления охраны по Северо-Западному федеральному округу ФСО России, с 2001 по 2004 год он являлся первым заместителем директора ФСО России.
В 2004 году перешёл на работу в Правительство Санкт-Петербурга, где был назначен вице-губернатором. Отвечал за решение вопросов законности, правопорядка и безопасности, внешних связей, физической культуры и спорта, записи актов гражданского состояния, архивного дела, надзора за техническим состоянием самоходных машин и других видов техники.
В 2010 году была опубликована информация о доходах Тихонова. За 2009 год сумма доходов составила 1 млн. 819 тыс. 255 рублей. В качестве собственности вице-губернатора были заявлена квартира, два земельных участка, автомобиль Mercedes-Benz GL320 и мотовездеход.
25 июня 2012 года назначен директором Государственной фельдъегерской службы Российской Федерации.
26 сентября 2022 года  присвоен классный чин государственной гражданской службы действительного государственного советника Российской Федерации 1 класса.

## Награды
- орден «За заслуги перед Отечеством» IV степени.
- орден «За военные заслуги».
- орден Почёта.
- нагрудный знак «Почетный сотрудник ФСО Российской Федерации».
- нагрудный знак «За службу в контрразведке III степени».
- почетный знак «За заслуги перед Санкт-Петербургом».
- Медаль князя Александра Горчакова (2010)[7].
- 16 государственных и ведомственных медалей.